# Hypotrachyna malesiana
Hypotrachyna malesiana är en lavart som beskrevs av Louwhoff & Elix. Hypotrachyna malesiana ingår i släktet Hypotrachyna och familjen Parmeliaceae.   Inga underarter finns listade i Catalogue of Life.